# حاجي أباد (همت أباد)
حاجي أباد (بالفارسية: حاجی‌آباد) هي مستوطنة تقع في إيران في قسم همت أباد الريفي. يقدر عدد سكانها بـ 751 نسمة .